# Eberbach-Seltz
Eberbach-Seltz är en kommun i departementet Bas-Rhin i regionen Grand Est (tidigare regionen Alsace) i nordöstra Frankrike. Kommunen ligger i kantonen Seltz som tillhör arrondissementet Wissembourg. År 2022 hade Eberbach-Seltz 433 invånare.

## Befolkningsutveckling
Antalet invånare i kommunen Eberbach-Seltz
| Referens: INSEE |